# Надимський район
Нади́мський район (рос. Надымский район) — адміністративна одиниця Ямало-Ненецького автономного округу Російської Федерації.
Адміністративний центр — місто Надим.

## Історія
Утворений 1930 року, до 1972 центром району було село Нида.

## Населення
Населення району становить 64288 осіб (2018; 66530 у 2010, 69413 у 2002).
Більшість населення Надимського району становлять росіяни (64 %). Також проживає значна кількість українців (8,2 %) і татар (4,4 %), 2,9 % населення складають ненці, предки яких жили на півдні Західного Сибіру між річками Об та Єнісей. Мова ненців відноситься до самодійської групи уральської мовної сім'ї.

## Адміністративно-територіальний поділ
На території району 3 міських поселення та 6 сільських поселень:
| Поселення                          | Площа, км² | Населення, осіб (2002) | Населення, осіб (2010) | Населення, осіб (2017) | Центр            | Населені пункти |
| ---------------------------------- | ---------- | ---------------------- | ---------------------- | ---------------------- | ---------------- | --------------- |
| Заполярне міське поселення         | -          | 995                    | 1024                   | 926                    | Заполярний       | 1               |
| Надимське міське поселення         | -          | 48701                  | 46611                  | 44660                  | Надим            | 1               |
| Пангодське міське поселення        | -          | 10868                  | 10805                  | 10737                  | Пангоди          | 1               |
| Кутоп'юганське сільське поселення  | -          | 1352                   | 1185                   | 1209                   | Кутоп'юган       | 2               |
| Лонг'юганське сільське поселення   | -          | 1474                   | 1521                   | 1360                   | Лонг'юган        | 1               |
| Нидинське сільське поселення       | -          | 1795                   | 1792                   | 1841                   | Нида             | 1               |
| Правохеттінське сільське поселення | -          | 1515                   | 1325                   | 1192                   | Правохеттінський | 1               |
| Приозерне сільське поселення       | -          | 1355                   | 1294                   | 1230                   | Приозерний       | 1               |
| Ягельне сільське поселення         | -          | 1075                   | 963                    | 890                    | Ягельний         | 1               |
| міжселенна територія               | -          | 283                    | 10                     | 92                     | -                | 1               |

## Найбільші населені пункти
| № | Населений пункт  | Населення, осіб (2002) | Населення, осіб (2010) |
| - | ---------------- | ---------------------- | ---------------------- |
| 1 | Надим            | 48 701                 | 46 611                 |
| 2 | Пангоди          | 10 868                 | 10 805                 |
| 3 | Нида             | 1 795                  | 1 792                  |
| 4 | Лонг'юган        | 1 474                  | 1 521                  |
| 5 | Правохеттінський | 1 515                  | 1 325                  |
| 6 | Приозерний       | 1 355                  | 1 294                  |
| 7 | Заполярний       | 995                    | 1 024                  |

## Транспорт
Територією району проходять залізниці «Новий Уренгой — Надим» (частина недобудованої Трансполярної магістралі, використовується тільки для вантажних перевезень) і «Новий Уренгой — Ямбург».